# Толстой, Сергей Сергеевич
Серге́й Серге́евич Толсто́й (24 августа 1897, Великобритания — 18 сентября 1974, Москва) — советский педагог, специалист в области английского языка. Сын Сергея Львовича Толстого, внук Льва Николаевича.

## Биография
Воспитывался в семье деда, Константина Александровича Рачинского.
Был кандидатом педагогических наук, профессором кафедры английского языка Института международных отношений МИД СССР.
По воспоминаниям Виктора Сергеевича Тутунова, его бабушка жила на втором этаже особняка в Большом Лёвшинском переулке, дом 15, а на первом этаже жила семья С. С. Толстого, который имея хороший продуктовый паёк, во время Великой Отечественной войны помогал ей. В 1921 году был дьяконом у митрополита Трифона (Туркестанова). В. С. Тутунов отмечал, что во время войны Сергей Сергеевич Толстой перешёл в Старообрядческую церковь, поскольку «считал, что не дело Церкви собирать деньги на оружие. Хотя, надо сказать, старообрядцы тоже собирали на это деньги. Но отпевали его в храме РПЦ. Последние годы жизни он был женат на малокультурной женщине, по профессии — почтальонше».

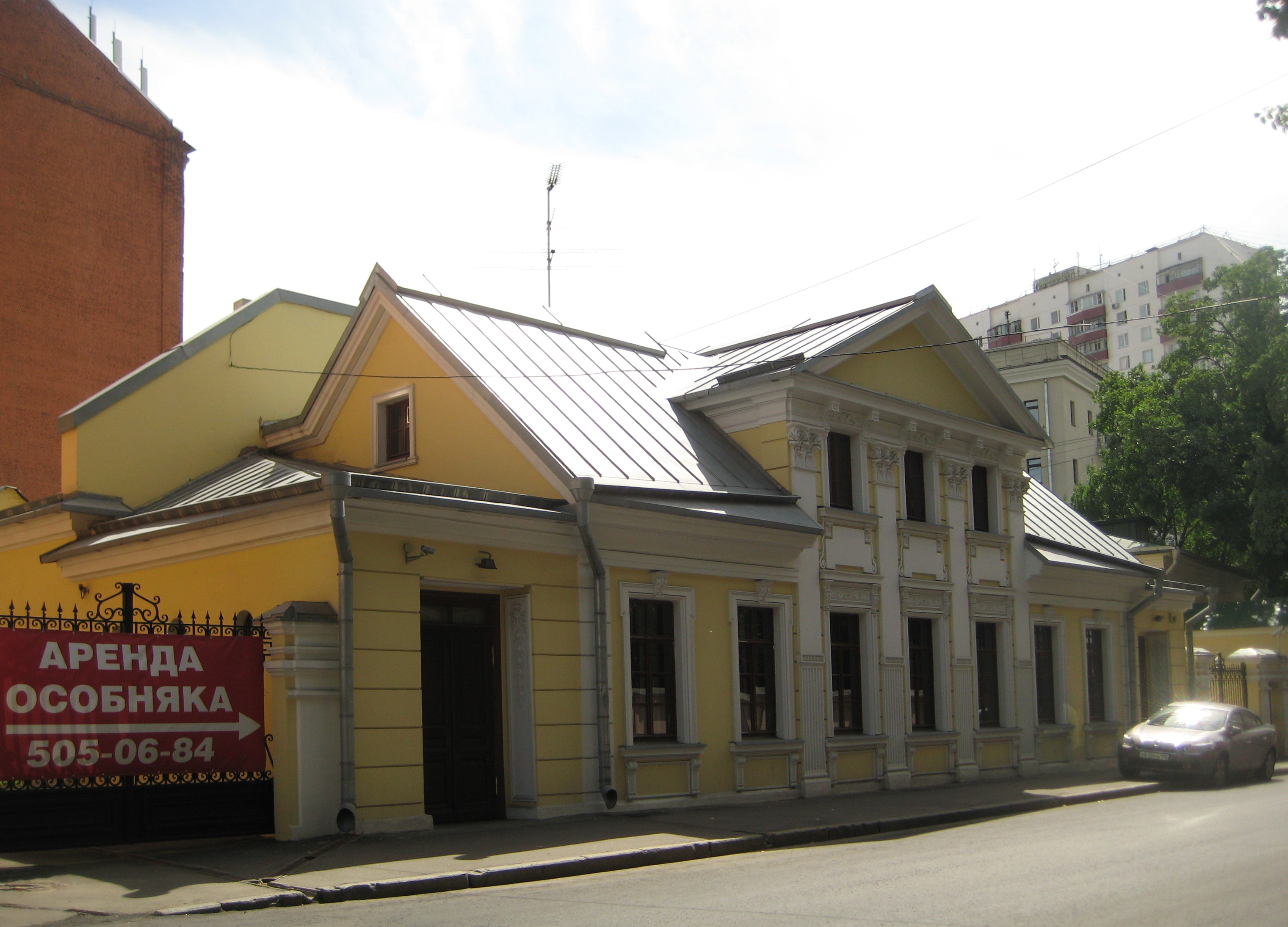
Большой Левшинский переулок, № 15/28, стр. 1, 2, 3 — Городская усадьба Е. Н. Богданова — Е. В. Белоусовой — В. И. Сучковой (1818; 1856; 1886, архитектор В. А. Шимановский; 1891, архитектор И. П. Машков), объект культурного наследия регионального значения. В доме жил композитор С. Л. Толстой, а позже его сын С. С. Толстой

Известен как автор мемуаров «Как я помню Льва Николаевича, и чему он меня научил (Воспоминания внука)», изданные в книге Л. Н. Толстой для детей (Москва, Детгиз, 1961) и с тех пор перепечатываемые в учебной литературе вплоть до настоящего времени.
Умер 18 сентября 1974 года. Погребен на Введенском кладбище (6 уч.).

## Личная жизнь
Первый брак (c 1918) - с Марией Александровной Кражановской (1898—1919). 
Второй брак (со 2 мая 1927) — с Верой Хрисанфовной Абрикосовой (27 марта 1906 — 29 апреля 1957), правнучкой фабриканта Алексея Ивановича Абрикосова, (дочь Хрисанфа Николаевича Абрикосова  и княжны Натальи Леонидовны Оболенской).  
Третий брак (с 29 июля 1966) — с Раисой Васильевной Чучковой (р. 1922) — разведены 14 марта 1972 года.